# Klafstjärnarna (Fryksände socken, Värmland, 666315-133995)
Klafstjärnarna är en sjö i Torsby kommun i Värmland och ingår i Göta älvs huvudavrinningsområde.